# 有腺凸轴蕨
有腺凸轴蕨（学名：Metathelypteris glandulifera），为金星蕨科凸轴蕨属下的一个种。

## 扩展阅读
維基物種上的相關：有腺凸轴蕨